# Thỏ đuôi bông sa mạc
Thỏ đuôi bông sa mạc (danh pháp hai phần: Sylvilagus audubonii) là một loài động vật có vú trong họ Leporidae, bộ Thỏ, được Baird mô tả năm 1858.. Thỏ đuôi bông sa mạc được tìm thấy trên khắp miền Tây Hoa Kỳ từ đông Montana miền tây Texas, và ở miền bắc và miền trung Mexico. Về phía tây mở rộng phạm vi của nó đến trung tâm Nevada và Nam California và Baja California. Nó được tìm thấy ở độ cao lên đến 2000 mét. Nó đặc biệt liên kết với các đồng cỏ khô hạn gần sa mạc phía Tây Nam Mỹ, mặc dù nó cũng được tìm thấy trong môi trường sống ít khô cằn như rừng pinyon-bách.
Thỏ đuôi bông sa mạc có bề ngoài khá tương tự với thỏ châu Âu, mặc dù đôi tai của nó lớn hơn và thường dựng đứng. Nó cũng là một động vật có tính xã hội, thường tụ tập trong các nhóm nhỏ để nuôi.Thỏ đuôi bông sa mạc thường sử dụng các hang của các loài động vật gặm nhấm khác hơn là tự đào. Giống như tất cả những con thỏ đuôi bông, Thỏ đuôi bông sa mạc có một cái đuôi tròn với bộ lông trắng ở mặt dưới có thể nhìn thấy nó chạy đi. Nó có màu nâu xám nhạt, có bộ lông gần như trắng trên bụng. Con trưởng thành dài 33–43 cm và cân nặng tới 1,5 kg (3,3 lb). Đôi tai dài 8–10 cm, và chân sau rất lớn, dài khoảng 7,5 cm. Là loài dị hình giới tính, nhưng con cái có xu hướng lớn hơn con đực, nhưng có phạm vi nhà nhỏ hơn nhiều, khoảng 4.000 m² so với khoảng 60.000 m² cho con đực.